# Corte (Piove di Sacco)
Corte è una frazione di 3 003 abitanti del comune di Piove di Sacco in provincia di Padova.

## Storia
La storia della frazione è pressoché la stessa del comune di Piove di Sacco, con un passato romano.
Nella storia recente, per la precisione nel dopoguerra, il campanile venne colpito da un fulmine e due anni dopo ricostruito interamente; per questo avvenimento è stata affissa una targa commemorativa sul fianco dello stesso.

## Geografia fisica

### Territorio
Corte si trova nella zona est del comune di Piove di Sacco, a circa 2 Km dal centro città. La frazione di Corte viene attraversata dallo scolo consortile Fiumicello e la zona più a est si trova direttamente sull'argine del fiume Brenta. Attorno alla frazione si trovano vari campi di coltivazione, attualmente usati da agricoltori locali.

## Monumenti e luoghi d'interesse

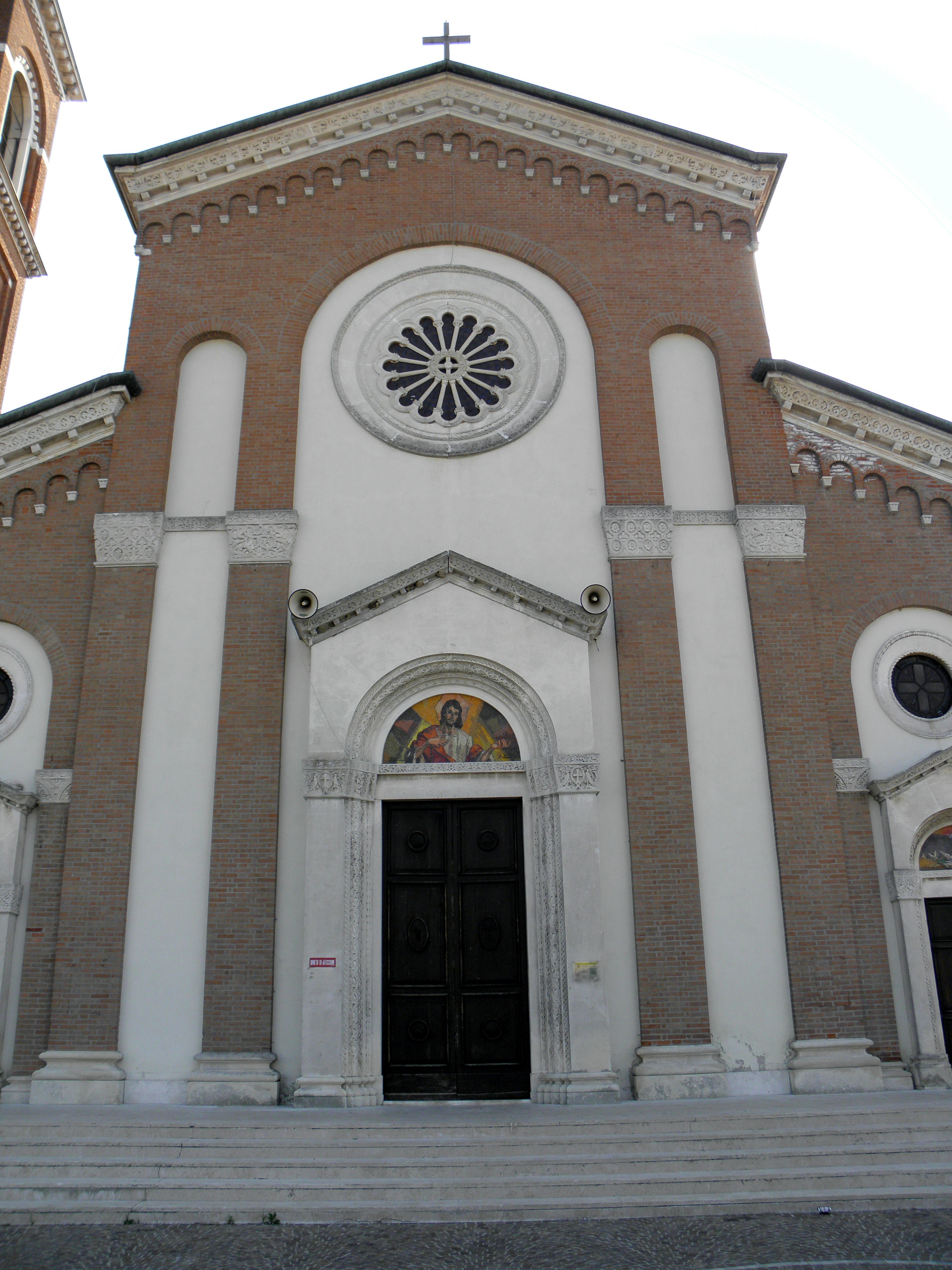
Chiesa di San Tommaso Apostolo

### Architetture religiose
- Chiesa di San Tommaso apostolo
- Chiesa della Madonna di Righe

## Sport
Il 18 maggio 2018 passò per la frazione la tredicesima tappa del Giro D'Italia.